# Ivan Dvorni
Ivan Vasílievitx Dvorni —Иван Васильевич Дворный (rus)— (Leningrad, URSS, 5 de gener de 1952-Omsk, Rússia, 21 de setembre de 2015) va ser un jugador de bàsquet de l'URSS que, amb 2,07 d'alçada, jugava a la posició de pivot. Va aconseguir amb la Unió Soviètica la polèmica medalla d'or als Jocs Olímpics de Múnic 1972 (la primera vegada que una selecció no nord-americana guanyava el màxim guardó olímpic en el bàsquet, esport inventat als Estats Units). Dvorni va morir el 21 de setembre de 2015 en Omsk d'un càncer de pulmó.